# Les Vallois
Les Vallois è un comune francese di 108 abitanti situato nel dipartimento dei Vosgi nella regione del Grand Est.

## Società

### Evoluzione demografica
Abitanti censiti